# Poa spicigera
Poa spicigera là một loài cỏ trong họ hòa thảo, thuộc chi poa.